# Corneliu Popescu (senator)
Corneliu Popescu (n. 8 septembrie 1961

) este un senator român, ales în legislatura 2012-2016 din partea PNL.